# Howard Saul Becker
Howard Saul Becker (Chicago, 18 aprile 1928 – San Francisco, 16 agosto 2023) è stato un sociologo statunitense che ha dato un grande contributo alla sociologia della devianza, alla sociologia dell'arte e alla sociologia della musica.

## Biografia
Howard Saul Becker nacque il 18 aprile 1928 a Chicago, Illinois, figlio di Allan Becker (2 aprile 1902-27 marzo 1988) e Donna Becker (nata Bertha Goldberg; 31 dicembre 1904-1997). Il suo bisnonno, Gershon Movsha Becker, emigrò negli Stati Uniti dalla Lituania. Becker iniziò a suonare il pianoforte in tenera età e a 15 anni lavorò come pianista in bar e locali di strip e, più tardi, con una band del campus della Northwestern University. Secondo Becker, poté lavorare in modo semiprofessionale a causa della seconda guerra mondiale e del fatto che la maggior parte dei musicisti di età superiore ai 18 anni furono arruolati. Fu attraverso il suo lavoro di musicista che Becker venne esposto per la prima volta alla cultura della droga, che in seguito avrebbe studiato.
Becker si laureò in sociologia presso l'Università di Chicago nel 1946.  Mentre era a scuola, Becker continuò a suonare il pianoforte in modo semiprofessionale. Considerava la musica come la sua carriera e la sociologia come un hobby. Nonostante ciò, ottenne sia il master che il dottorato in sociologia presso l'Università di Chicago dove scrisse la sua tesi di dottorato sugli insegnanti della "scuola di Chicago". All'Università di Chicago, Becker insegnò nella tradizione dell'originale Chicago School of Sociology. Becker e i suoi colleghi, tra cui Erving Goffman e Anselm Strauss, sarebbero poi stati considerati parte della "seconda Chicago School of Sociology". 
La Chicago School of Sociology si è concentrata fortemente sull'analisi qualitativa dei dati e ha collaborato con la città di Chicago come laboratorio. Gran parte dei primi lavori di Becker furono guidati nella tradizione della Scuola di Chicago, in particolare da Everett C. Hughes che fu il mentore e il consigliere di Becker. Becker è spesso etichettato come interazionista simbolico, anche se non ha mai accettato l'etichetta. Secondo Becker, coloro che lo influenzarono furono  Georg Simmel, Robert E. Park e Everett Hughes. 
Dopo il dottorato di ricerca all'età di 23 anni, Becker studiò l'uso della marijuana presso l'Institute for Juvenile Research. Successivamente gli fu assegnata una borsa di ricerca post-dottorato della Ford Foundation presso l'Università dell'Illinois dal 1953 al 1955, e poi trascorse tre anni come ricercatore associato presso l'Istituto per lo studio dei problemi umani dell'Università di Stanford prima di iniziare la carriera di insegnante. 
Becker scrisse diffusamente su stili di scrittura e metodologie sociologiche. Uno dei suoi libri, The Outsiders, fornì le basi per la teoria dell'etichettamento. Becker viene spesso definito come interazionista simbolico o costruzionista sociale, tuttavia egli non si allinea con uno dei due campi. Laureato all' Università di Chicago, Becker è considerato parte della seconda scuola di Chicago che comprende anche Erving Goffman, Gary Fine e Anselm Strauss.